# Arca (groupe)
Pour les articles homonymes, voir Arca.
Arca est un groupe de musique électronique et rock français.

## Biographie
Arca est bâti autour d'un projet développé par Joan Cambon et Sylvain Chauveau basé sur de références littéraires et cinématographiques. Ainsi le nom du groupe, arca qui signifie « coffre » en portugais, est en relation avec Fernando Pessoa qui laissa la plupart de ses écrits dans un coffre découvert après sa mort. Depuis quelques années, le groupe intègre une artiste vidéaste, Karine Fages, et mêle ainsi, notamment sur scène, une création musicale et de l'image.
Leur premier album, Cinématique le mardi 13 novembre 2001 au label Les Disques du Soleil et de l'Acier (DSA) qui est suivi par le deuxième, Angles, le 1er juillet 2003 au même label. Ils signent avec le label Ici, d'ailleurs... pour la sortie de leur troisième album, On ne distinguait plus les têtes, le lundi 16 avril 2007.
En 2018, Sylvain Chauveau et Joan Cambon se réunissent pour la sortie d'un nouvel album, Forces, qui est en forme de réflexion musicale sur les conflits autour de la Méditerranée, et autour des genres musicaux comme le trip-hop) et l'ambient.

## Discographie
- 2001 : Cinématique (DSA)
- 2003 : Angles (DSA)
- 2007 : On ne distinguait plus les têtes (Ici, d'ailleurs...)
- 2011 : By (Novel Sounds)
- 2018 : Forces, (Ici, d'ailleurs..., L'autre distribution)